# سید علی طاهری
سید علی طاهری (زادهٔ ۱۳۴۸ در نجف)، سیاستمدار ایرانی، روحانی شیعه، عضو جبهه پایداری و نمایندهٔ پیشین گرگان و آق‌قلا در 
دورهٔ هشتم و نهم مجلس شورای اسلامی است. وی هم‌اکنون ریاست دانشگاه آزاد اسلامی واحد گرگان و استان گلستان را به عهده دارد. او فرزند سید حبیب‌الله طاهری گرگانی عضو فقید مجلس خبرگان رهبری و برادر سید محسن طاهری عضو کنونی مجلس خبرگان رهبری است.

## سوابق علمی
۱-مدرس حوزه و دانشگاه و عضو هیئت علمی دانشگاه آزاد اسلامی واحد علی آباد کتول
۲-دکترای الهیات (رشته علوم قرآن و حدیث)
۳-عضو شورای علمی پژوهشی سازمان ملی جوانان گلستان
۴- ریاست دانشگاه آزاد اسلامی استان گلستان  ( گرگان )

## طرح ۳ فوریتی «توقف مذاکرات هسته‌ای تا قطع تهدیدات آمریکا»
آقای طاهری جزو نمایندگانی از مجلس شورای اسلامی بودند که در تاریخ ۲۲ اردیبهشت سال ۱۳۹۴ طرح ۳ فوریتی «توقف مذاکرات هسته‌ای تا قطع تهدیدات آمریکا» را امضا کردند. در این طرح که به امضای ۸۰ نفر از نمایندگان مجلس رسید، مذاکرات هسته ایی ایران باید متوقف می‌شد.